# Kanton La Chapelle-la-Reine
Kanton La Chapelle-la-Reine is een voormalig kanton van het Franse departement Seine-et-Marne. Het kanton maakte deel uit van het arrondissement Fontainebleau. 
 Het werd opgeheven bij decreet van 18 februari 2014 met uitwerking in maart 2015.

## Gemeenten

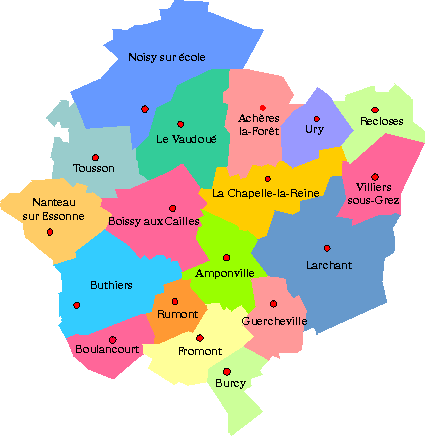
Ligging van gemeenten in het kanton

Het kanton La Chapelle-la-Reine omvatte de volgende gemeenten:
- Achères-la-Forêt : 1.040 inwoners
- Amponville : 301 inwoners
- Boissy-aux-Cailles : 271 inwoners
- Boulancourt : 325 inwoners
- Burcy : 178 inwoners
- Buthiers : 645 inwoners
- La Chapelle-la-Reine : 2.781 inwoners (hoofdplaats)
- Fromont : 157 inwoners
- Guercheville : 233 inwoners
- Larchant : 695 inwoners
- Nanteau-sur-Essonne : 394 inwoners
- Noisy-sur-École : 1.823 inwoners
- Recloses : 600 inwoners
- Rumont : 124 inwoners
- Tousson : 378 inwoners
- Ury : 757 inwoners
- Le Vaudoué : 717 inwoners
- Villiers-sous-Grez : 764 inwoners